# مات كلاينر
مات كلاينر (بالإنجليزية: Matt Kleiner)‏ هو موسيقي ومصور ومخرج أمريكي، ولد في 7 يناير 1981.

## روابط خارجية
- مات كلاينر على موقع IMDb (الإنجليزية)